# Comusia monochroma
Comusia monochroma är en skalbaggsart som beskrevs av Holzschuh 1995. Comusia monochroma ingår i släktet Comusia och familjen långhorningar. Inga underarter finns listade i Catalogue of Life.